# Бак, Луи
Луи́ Бак (фр. Louis Bach; 1882 — 16 сентября 1914) — французский футболист, серебряный призёр летних Олимпийских игр 1900.
На Играх 1900 в Париже Бак входил в состав французской команды. Его сборная, проиграв Великобритании, но выиграв у Бельгии, заняла второе место и получила серебряные медали.